# Водице (община Айдовшчина)
Вижте пояснителната страница за други значения на Водице.
Водице (на словенски: Vodice) е село в Словения, регион Горишка, община Айдовшчина. Според Националната статистическа служба на Република Словения през 2015 г. селото има 65 жители.